# Saison 2005-2006 de l'AS Saint-Étienne
Chronologie
Saison précédente Saison suivante
La saison 2005-2006 de l'AS Saint-Étienne est la 53e du club en Ligue 1.
L'AS Saint-Étienne retrouve la coupe d'Europe via l'Intertoto. Cependant l'aventure tourne court, en quart de finale contre le club roumain de Cluj (1-1 à Cluj, 2-2 à Saint-Étienne) : l'ASSE peut se concentrer sur son championnat.
Après un début de championnat poussif, fait de plusieurs matchs nuls contre des promus ou des relégables, l'ASSE enchaîne plusieurs victoires (notamment contre le Paris SG 3-0). Au soir de la 7e journée, les verts sont troisièmes, derrière l'Olympique lyonnais et le Mans UC. Lors du match suivant, ils sont défaits à domicile par l'AS Nancy-Lorraine (2-0), ce qui signe la fin de la série de 17 matchs, soit 1534 minutes, sans but encaissé à domicile par Jérémie Janot. L'ASSE réalise cependant encore des matchs remarquables, battant notamment l'Olympique de Marseille (2-1). En novembre, l'équipe est de nouveau troisième, et à la trêve, les verts, bien que 9e, ne sont qu'à trois points du second.
Le club recrute l'attaquant Hélder Postiga pour renforcer une ligne d'attaque qui semble avoir des difficultés. Pourtant la deuxième partie de la saison sera très dure : le 30 avril, en perdant 0-4 au Stade Gerland, les verts enregistrent leur pire résultat dans le derby depuis 1962, et assistent au sacre de leur adversaire. Finalement les verts finissent à une décevante 13e place. L'entraîneur Élie Baup, en fin de contrat, quitte le club.

## Transferts

### Mercato d'été
| Nom                | Nationalité | Date     | Montant       | Contrat av. vente/ap. achat | Type                  | Ancien/Nouveau club |
| Arrivées           |             |          |               |                             |                       |                     |
| Sébastien Mazure   | France      | 20/06/05 | ~ 2 000 000 € | Juin. 2005 - Juin 2009      | Transfert Définitif   | S.M. Caen           |
| Pascal Feindouno   | Guinée      | ??/06/05 | ~ 2 500 000 € | Juin. 2005 - Juin 2008      | Transfert Définitif   | G. Bordeaux         |
| Frédéric Piquionne | France      | ??/06/05 | 3 500 000 €   | Juin. 2005 - Juin 2009      | Transfert Définitif   | Stade rennais       |
| Jody Viviani       | France      | ??/06/05 | ? €           | Juin. 2005 - Juin 2008      | Transfert Définitif   | Montpellier HSC     |
| Damien Perquis     | France      | ??/06/05 | ? €           | Juin. 2005 - Juin 2009      | Transfert Définitif   | ES Troyes AC        |
| Alaeddine Yahia    | Tunisie     | ??/06/05 | ? €           | Juin. 2005 - Juin 2008      | Transfert Définitif   | Southampton FC      |
| Bafétimbi Gomis    | France      | ??/06/05 | 0 €           | Juin. 2003 - Juin 2008      | Retour de Prêt        | ES Troyes AC        |
| Siaka Tiéné        | C. Ivoire   | ??/06/05 | ? €           | Juin. 2005 - Juin 2009      | Transfert Définitif   | Mamelodi Sundowns   |
| Départs            |             |          |               |                             |                       |                     |
| Sylvain Meslien    | France      | ??/06/05 | ? €           | ???                         | Transfert Définitif   | ES Troyes AC        |
| Patrice Carteron   | France      | ??/06/05 | 0 €           | ???                         | TD - Fin Contrat      | AS Cannes           |
| Ronan Le Crom      | France      | ??/06/05 | 0 €           | Juin 2004 - Juin 2005       | Retour de Prêt        | EAG puis ESTAC      |
| Nicolas Marin      | France      | ??/06/05 | ? €           | Juin 2003 - Juin 2007       | Prêt avec Opt d'Achat | CS Sedan A.         |
| Lilian Compan      | France      | ??/06/05 | ? €           | ???                         | Transfert Définitif   | SM Caen             |
| Stéphane Hernandez | France      | ??/06/05 | ? €           | ???                         | Transfert Définitif   | Amiens SCF          |
| Mickaël Pontal     | France      | ??/06/05 | ? €           | ???                         | Transfert Définitif   | USB, ESTAC, Cannes  |
| Pathé Bangoura     | Guinée      | ??/06/05 | ? €           | ???                         | Transfert Définitif   | ASOA Valence, FKGS  |
| Rodrigão           | Brésil      | ??/06/05 | ? €           | Août 2001 - Juin 2006       | Prêt                  | EC Santo André      |
| Julien Perrin      | France      | ??/06/05 | 0 €           | Déc. 2004 - Juin 2005       | TD - Fin Contrat      | AS Cannes           |
| Javier Garrido     | Espagne     | ??/06/05 | 0 €           | ???                         | Retour de Prêt        | Valence CF          |
| Florent Guillaud   | France      | ??/06/05 | 0 €           | ??? - Juin 2005             | Fin Contrat           | Chômage             |
| Alassane N'Dour    | Sénégal     | ??/06/05 | 0 €           | ??? - Juin 2005             | TD - Fin Contrat      | ES Troyes AC        |

### Mercato d'hiver
| Nom                | Nationalité | Date     | Montant          | Contrat av. vente/ap. achat | Type                  | Ancien/Nouveau club |
| Arrivées           |             |          |                  |                             |                       |                     |
| Hélder Postiga     | Portugal    | 15/12/05 | 500 000 €        | Déc. 2005 - Juin 2006       | Prêt OA à 6 000 000 € | FC Porto            |
| Ignacio Piatti     | Argentine   | 07/01/06 | 300 000 $ + 50 % | Jan. 2006 - Juin 2010       | Transfert Définitif   | Chacarita Juniors   |
| Bruno Basto        | Portugal    | 25/01/06 | NC               | Déc. 2005 - Juin 2006       | Transfert Définitif   | F. Rotterdam        |
| Départs            |             |          |                  |                             |                       |                     |
| Idriss Ech-Chergui | France      | 19/01/06 | 0 €              | ??? - Juin 2006             | Prêt                  | A. Bayonne FC       |

## Équipe professionnelle

### Staff technique et administratif
| Rôle                                      | Nom                  | Date de naissance | Nationalité |
| Président de l'Association                | Jean Candel          | ...               | France      |
| Président                                 | Bernard Caïazzo      | 15 janvier 1954   | France      |
| Vice-Président                            | Roland Romeyer       | 25 août 1945      | France      |
| Resp. Recrutement, Admin. dél. au sportif | Omar da Fonseca      | ...               | France      |
| Directeur Général et Admin. délégué       | Vincent Tong-Cuong   | ...               | France      |
| Recruteur Officiel en Argentine           | Oswaldo Piazza       | 6 avril 1947      | Argentine   |
| Dir. du centre de Formation               | Luc Bruder           | ...               | France      |
| Responsable Vidéo                         | Jean-Charles Ménard  | 8 août 1966       | France      |
| Dir. Juridique et Administratif           | Didier Lacombe       | ...               | France      |
| Expert Comptable                          | René Fayet           | ...               | France      |
| Contrôleur de Gestion                     | François-Xavier Luce | ...               | France      |
| Directeur Commercial                      | Nicolas Jacques      | ...               | France      |
| Resp. Billetterie/Org. des matchs         | Isabelle Sayet       | ...               | France      |
| Dir. Communication/Marketing              | Éric Fages           | ...               | France      |
| Attaché de Presse                         | Laurent Canonico     | ...               | France      |
| Intendant                                 | Frédéric Emile       | 2 septembre 1968  | France      |

## Saison

### Championnat

#### Matches aller

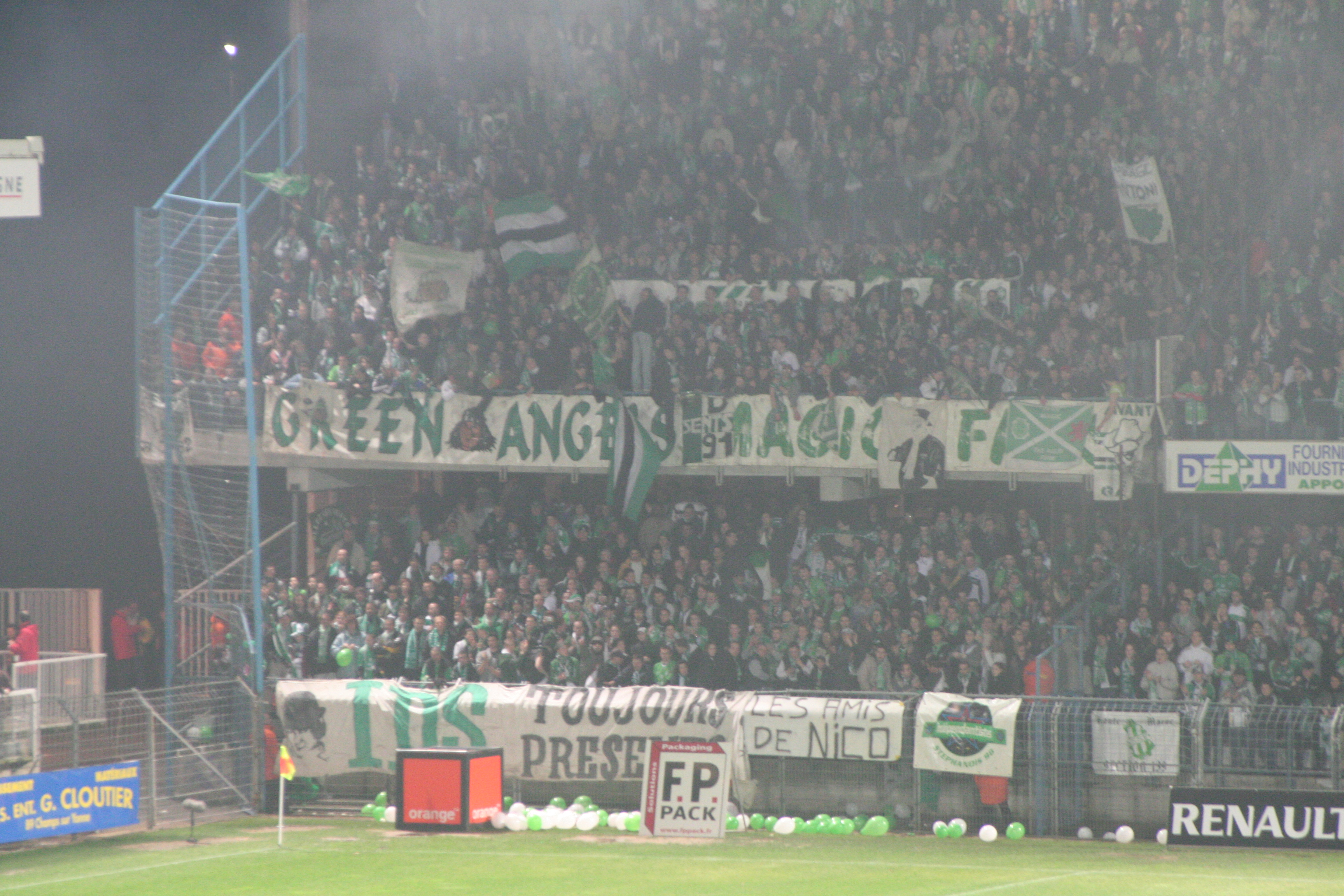
Le kop stéphanois à Auxerre

| Date       | N o | Adversaire               | Lieu | Résultat | Buteurs pour Saint-Étienne              | Points | Place |
| ---------- | --- | ------------------------ | ---- | -------- | --------------------------------------- | ------ | ----- |
| 30/07/2005 | J01 | AC Ajaccio               | Dom. | 0 - 0    | -                                       | 1      | 10    |
| 06/08/2005 | J02 | Troyes                   | Ext. | 0 - 0    | -                                       | 2      | 13    |
| 13/08/2005 | J03 | Metz                     | Dom. | 2 - 0    | Piquionne 11e 32e                       | 5      | 9     |
| 21/08/2005 | J04 | Toulouse FC              | Ext. | 1 - 1    | Hellebuyck 58e                          | 6      | 8     |
| 27/08/2005 | J05 | FC Sochaux               | Dom. | 0 - 0    | -                                       | 7      | 9     |
| 10/09/2005 | J06 | OGC Nice                 | Ext. | 0 - 1    | Piquionne 7e                            | 10     | 7     |
| 18/09/2005 | J07 | Paris SG                 | Dom. | 3 - 0    | Mendy 38e, Piquionne 53e, Feindouno 79e | 13     | 3     |
| 21/09/2005 | J08 | Nancy                    | Dom. | 0 - 2    | -                                       | 13     | 4     |
| 24/09/2005 | J09 | Lille OSC                | Ext. | 2 - 0    | -                                       | 13     | 8     |
| 01/10/2005 | J10 | Le Mans                  | Dom. | 3 - 0    | Perrin 42e, Hognon 55e, Hellebuyck 79e  | 16     | 4     |
| 15/10/2005 | J11 | FC Nantes                | Ext. | 1 - 1    | Savinaud 10e (csc)                      | 17     | 5     |
| 23/10/2005 | J12 | Olympique de Marseille   | Dom. | 2 - 1    | Feindouno 23e, Hellebuyck 84e           | 20     | 4     |
| 29/10/2005 | J13 | RC Strasbourg            | Ext. | 0 - 1    | Gomis 72e                               | 23     | 3     |
| 05/11/2005 | J14 | AJ Auxerre               | Dom. | 1 - 1    | Hognon 35e                              | 24     | 3     |
| 19/11/2005 | J15 | AS Monaco FC             | Ext. | 1- 0     | -                                       | 24     | 5     |
| 26/11/2005 | J16 | FC Girondins de Bordeaux | Dom. | 1 - 1    | Ilunga 2e,                              | 25     | 7     |
| 04/12/2005 | J17 | RC Lens                  | Ext. | 2 - 1    | Perrin 24e                              | 25     | 9     |
| 11/12/2005 | J18 | Olympique lyonnais       | Dom. | 0 – 0    | -                                       | 26     | 9     |
| 17/12/2005 | J19 | Stade rennais FC         | Ext. | 0 - 1    | Feindouno 67e                           | 29     | 9     |

#### Matchs retour
| Date       | N o | Adversaire               | Lieu | Résultat | Buteurs pour Saint-Étienne | Points | Place |
| ---------- | --- | ------------------------ | ---- | -------- | -------------------------- | ------ | ----- |
| 04/01/2006 | J20 | Troyes                   | Dom. | 1 - 1    | Hognon 51e                 | 30     | 9     |
| 11/01/2006 | J21 | Metz                     | Ext. | 0 - 1    | Postiga 16e                | 33     | 7     |
| 02/02/2006 | J22 | Toulouse FC              | Dom. | 1 - 3    | Diawara 82e                | 33     | 8     |
| 21/01/2006 | J23 | FC Sochaux               | Ext. | 4 - 0    | -                          | 33     | 8     |
| 14/02/2006 | J24 | OGC Nice                 | Dom. | 0 - 1    | -                          | 33     | 10    |
| 04/02/2006 | J25 | Paris SG                 | Ext. | 2 - 2    | Piquionne 16e, Postiga 34e | 34     | 10    |
| 11/02/2006 | J26 | Nancy                    | Ext. | 2 - 0    | -                          | 34     | 13    |
| 18/02/2006 | J27 | Lille OSC                | Dom. | 0 - 2    | -                          | 34     | 15    |
| 25/02/2006 | J28 | Le Mans                  | Ext. | 0 - 1    | Postiga 57e                | 37     | 12    |
| 05/03/2006 | J29 | FC Nantes                | Dom. | 1 - 0    | Mazure 90e                 | 40     | 12    |
| 12/03/2006 | J30 | Olympique de Marseille   | Ext. | 2 - 0    | -                          | 40     | 13    |
| 19/03/2006 | J31 | RC Strasbourg            | Dom. | 0 - 2    | -                          | 40     | 13    |
| 25/03/2006 | J32 | AJ Auxerre               | Ext. | 0 - 0    | -                          | 41     | 13    |
| 01/04/2006 | J33 | AS Monaco FC             | Dom. | 1 - 1    | Gomis 84e                  | 42     | 13    |
| 08/04/2006 | J34 | FC Girondins de Bordeaux | Ext. | 0 - 0    | -                          | 43     | 13    |
| 15/04/2006 | J35 | RC Lens                  | Dom. | 2 - 0    | Sablé 2e, Piquionne 36e    | 46     | 12    |
| 30/04/2006 | J36 | Olympique lyonnais       | Ext. | 4 - 0    | -                          | 46     | 13    |
| 06/05/2006 | J37 | Stade rennais FC         | Dom. | 0 - 0    | -                          | 47     | 13    |
| 13/05/2006 | J38 | AC Ajaccio               | Ext. | 3 - 1    | Sablé 63e                  | 47     | 13    |

### Coupe Intertoto

#### Tableau récapitulatif des matchs
| Date       | N o | Adversaire      | Lieu | Résultat | Buteurs pour Saint-Étienne |
| ---------- | --- | --------------- | ---- | -------- | -------------------------- |
| 02/07/2005 | T2A | Neuchâtel Xamax | Dom. | 1 - 1    | Sablé 73e                  |
| 10/07/2005 | T2R | Neuchâtel Xamax | Ext. | 1 - 2    | Mazure 58e, Feindouno 68e  |
| 17/07/2005 | T3A | Cluj            | Ext. | 1 - 1    | Piquionne 37e              |
| 24/07/2005 | T3R | Cluj            | Dom. | 2 - 2    | Sablé 52e , Dabo 90e       |

### Coupe de France
| Date       | N o         | Adversaire | Lieu | Résultat | Buteurs pour Saint-Étienne | Suite    |
| ---------- | ----------- | ---------- | ---- | -------- | -------------------------- | -------- |
| 07/01/2006 | 1/32e de f. | Lille OSC  | Dom. | 0 - 1    | -                          | Éliminés |

### Coupe de la ligue

#### Tableau récapitulatif des matchs
| Date       | N o         | Adversaire | Lieu | Résultat | Buteurs pour Saint-Étienne | Suite    |
| ---------- | ----------- | ---------- | ---- | -------- | -------------------------- | -------- |
| 26/10/2005 | 1/16e de f. | Lille OSC  | Dom. | 0 - 2    | -                          | Éliminés |

### Matchs amicaux

#### Tableau récapitulatif des matchs
| Date     | Pays | Niv. | Club à Domicile | Score | Club à l'Extérieur | V/N/D | Spec.  |
| 14/07/05 | FRA  | CFA  | ASSE            | 4-1   | ASF Andrézieux     | V     |        |
| 21/07/05 | FRA  | /    | ASSE            | 2-0   | UNFP               | V     |        |
| 02/09/05 | ESP  | Liga | ASSE            | 2-1   | FC Barcelone       | V     | 26.316 |
| 20/11/05 | FRA  | DHR  | ASSE            | 5-1   | L'Etrat            | V     |        |
| 21/04/06 | FRA  | L1   | ASSE            | 1-0   | Toulouse FC        | V     | ~2 000 |

Pour fêter cette fameuse saison 1975-1976 où la Coupe d'Europe des Clubs champions ne fut pas loin de rejoindre la France (les "poteaux carrés"), les verts ont voulu organiser une série  de matchs amicaux de prestige (Barcelone, Partizan Belgrade, Bayern Munich). Finalement, seul un match contre le FC.Barcelone "bis" (aucun international à part Ronaldinho...) sera disputé.
- Partizan Belgrade - ASSE Annulé

Le match contre l'équipe de Curkovic n'a pu se faire car l'équipe de Belgrade traversait durant cette fin d'année 2005 une période difficile (entraîneur limogé, résultats insuffisants). Mais, même si le match ne s'est pas fait, une délégation stéphanoise et française s'est tout de même rendue à Belgrade pour remettre à Ivan Curkovic la fameuse Légion d'honneur des mains même de Michel Platini pour remercier ce gardien pour ce qu'il a apporté au football français.
- ASSE - FC Barcelone 2-1

Le 2 septembre, l'ASSE a l'honneur de recevoir le FC Barcelone, club mythique au jeu spectaculaire d'ordinaire, mais ce jour-là privé de ses meilleurs éléments. Dans un chaudron où 26 000 spectateur avaient pris place, les Verts l'emportent 2-1 face à une équipe de Barcelone très édulcorée de ses meilleurs éléments. Semaine de matchs internationaux oblige, Ronaldinho sera le seul international du Barça sur le terrain... Il marque d'ailleurs le but catalan sur un beau coup franc, applaudi par le stade.
- ASSE - Bayern Munich (Souvenirs, souvenirs...) Annulé

Le match contre le Bayern était programmé (avec des poteaux ronds !), mais les résultats sportifs  en demi-teinte des Verts lors de la deuxième partie de saison l'ont rangé au placard. le Bayern n'étant plus aussi intéressé, la seule commémoration fut une émission sur France Inter, en présence de tous les anciens joueurs, le 12/05/06, 30 ans après.

### Statistiques

#### Records
- Nancy a mis fin (0-2) à la série de 17 matchs sans but encaissé à domicile de Jérémie Janot, soit 1534 minutes.

#### Générales
- Classement final : 13e avec 47 pts
- Domicile : 14e avec 26 pts
- Extérieur : 9e avec 21 pts
- Points à l'Aller : 29 pts
- Points au retour : 18 pts
- Classement Défense : 11e, 39 buts contre, 15 à domicile et 24 à l'extérieur.
- Classement Attaque : 18e, 29 buts pour, 18 à domicile et 11 à l'extérieur.

#### Buteurs

##### Classement
| Place | Nom                | Ligue 1 | Coupe Intertoto | TOTAL des BUTS |
| 1     | Frédéric Piquionne | 6 buts  | 1 but           | 7 buts         |
| 2     | Pascal Feindouno   | 3 buts  | 1 but           | 4 buts         |
| 2     | Julien Sablé       | 2 buts  | 2 buts          | 4 buts         |
| 5     | David Hellebuyck   | 3 buts  | -               | 3 buts         |
| 5     | Vincent Hognon     | 3 buts  | -               | 3 buts         |
| 5     | Helder Postiga     | 3 buts  | -               | 3 buts         |
| 7     | Loïc Perrin        | 2 buts  | -               | 2 buts         |
| 7     | Bafétimbi Gomis    | 2 buts  | -               | 2 buts         |
| 7     | Sébastien Mazure   | 1 but   | 1 but           | 2 buts         |
| 10    | Frédéric Mendy     | 1 but   | -               | 1 but          |
| 10    | Hérita Ilunga      | 1 but   | -               | 1 but          |
| 10    | Mouhamadou Dabo    | -       | 1 but           | 1 but          |
| 10    | Fousseni Diawara   | 1 but   | -               | 1 but          |
| #     | contre son camp    | 1 but   | -               | 1 but          |
| Total | 13 buteurs         | 28 buts | 6 buts          | 34 buts        |

- Un seul Coup Franc marqué : Julien Sablé, 38e journée.
- Aucun Penalty obtenu en championnat !

Date de mise à jour : le 22 juillet 2014.

#### Passeurs
- Meilleurs passeurs en championnat : Frédéric Piquionne, Pascal Feindouno : 3 Passes
- Loïc Perrin, David Hellebuyck, Sébastien Mazure : 2 Passes
- Frédéric Mendy, Fousseni Diawara, Didier Zokora : 1 Passe

#### Temps de jeu
Voici les joueurs à plus de 20 rencontres de championnat et/ou plus de 2000 minutes de jeu de championnat.
| Place | Joueur             | Titularisations | Minutes jouées |
| 1     | Jérémie Janot      | 37              | 3300           |
| 2     | Julien Sablé       | 36              | 3203           |
| 3     | Zoumana Camara     | 36              | 3142           |
| 4     | David Hellebuyck   | 35              | 3046           |
| 5     | Fousseni Diawara   | 31              | 2846           |
| 6     | Hérita Ilunga      | 31              | 2768           |
| 7     | Didier Zokora      | 30              | 2736           |
| 8     | Vincent Hognon     | 30              | 2685           |
| 9     | Frédéric Piquionne | 32              | 2630           |
| 10    | Pascal Feindouno   | 27              | 2478           |

#### Fair Play
- Classement du Fair Play : 2e : 56 cartons jaunes et 4 cartons rouges.

##### Cartons Jaunes
| Place | Nom                | Ligue 1    | Coupe de France | Coupe de la Ligue | Coupe Intertoto | TOTAL des CARTONS JAUNES |
| 1     | Didier Zokora      | 6 cartons  | 1 carton        | -                 | 1 carton        | 8 cartons                |
| 2     | Hérita Ilunga      | 6 cartons  | -               | -                 | 1 carton        | 7 cartons                |
| 3     | Julien Sablé       | 5 cartons  | -               | -                 | 1 carton        | 6 cartons                |
| 4     | David Hellebuyck   | 5 cartons  | -               | -                 | -               | 5 cartons                |
| 4     | Fousseni Diawara   | 4 cartons  | -               | -                 | 1 carton        | 5 cartons                |
| 4     | Helder Postiga     | 5 cartons  | -               | -                 | -               | 5 cartons                |
| 7     | Zoumana Camara     | 4 cartons  | -               | -                 | -               | 4 cartons                |
| 8     | Loïc Perrin        | 3 cartons  | -               | -                 | -               | 3 cartons                |
| 8     | Frédéric Piquionne | 3 cartons  | -               | -                 | -               | 3 cartons                |
| 10    | Mouhamadou Dabo    | 2 cartons  | -               | -                 | -               | 2 cartons                |
| 10    | Pascal Feindouno   | 2 cartons  | -               | -                 | -               | 2 cartons                |
| 10    | Alaeddine Yahia    | -          | 1 carton        | 1 carton          | -               | 2 cartons                |
| 10    | Bafétimbi Gomis    | 2 cartons  | -               | -                 | -               | 2 cartons                |
| 14    | Siaka Tiéné        | 1 cartons  | -               | -                 | -               | 1 carton                 |
| 14    | Frédéric Mendy     | 1 carton   | -               | -                 | -               | 1 carton                 |
| 14    | Lamine Sakho       | 1 carton   | -               | -                 | -               | 1 carton                 |
| 14    | Bruno Basto        | 1 carton   | -               | -                 | -               | 1 carton                 |
| 14    | Damien Perquis     | 1 carton   | -               | -                 | -               | 1 carton                 |
| 14    | Vincent Hognon     | 1 carton   | -               | -                 | -               | 1 carton                 |
| Total | 19 joueurs avertis | 53 cartons | 2 cartons       | 1 carton          | 4 cartons       | 60 cartons               |

Date de mise à jour : le 22 juillet 2014.

##### Cartons Rouges
| Place | Nom             | Ligue 1   | Coupe Intertoto | TOTAL des CARTONS ROUGES |
| 1     | Zoumana Camara  | 1 carton  | 1 carton        | 2 expulsions             |
| 1     | Hérita Ilunga   | 1 carton  | 1 carton        | 2 expulsions             |
| 3     | Bafétimbi Gomis | 1 carton  | -               | 1 expulsion              |
| 3     | Alaeddine Yahia | 1 carton  | -               | 1 expulsion              |
| Total | 4 expulsés      | 4 cartons | 2 cartons       | 6 expulsions             |

Date de mise à jour : le 22 juillet 2014.

#### Affluences
- Affluence à domicile : 553.937 Spectateurs, Moyenne : 28.985 Spectateurs soit 82,4 % de remplissage du Stade Geoffroy-Guichard.

Affluence de l'AS Saint-Étienne à domicile

## Joueurs en sélection nationale

### Équipe de France
Aucun Stéphanois n’est appelé en Équipe de France cette saison
Un seul jeune  a  été sélectionné avec les Espoirs. Il s’agit de Damien Perquis .
| Joueurs        | Position  | Date       | Adversaire | Score | But | Cartons Jaunes | Temps de jeu |
| Damien Perquis | Défenseur | 16.08.2005 | Italie     | 2 - 2 | -   | non            | 45           |
| Damien Perquis | Défenseur | 01.09.2005 | Macédoine  | 3 - 0 | -   | non            | 45           |
| Damien Perquis | Défenseur | 11.10.2005 | Chypre     | 2 - 0 | -   | non            | 90           |

#### Sélections étrangères
| Nom              | Éliminatoires CM ou CAN | Éliminatoires CM ou CAN | Éliminatoires CM ou CAN | Éliminatoires CM ou CAN | CAN / CM | CAN / CM    | CAN / CM | CAN / CM     | Matchs amicaux | Matchs amicaux | Matchs amicaux | Matchs amicaux | Total | Total       | Total  | Total        |
| Nom              | MJ                      | But inscrit             | Averti                  | Carton rouge            | MJ       | But inscrit | Averti   | Carton rouge | MJ             | But inscrit    | Averti         | Carton rouge   | MJ    | But inscrit | Averti | Carton rouge |
| ---------------- | ----------------------- | ----------------------- | ----------------------- | ----------------------- | -------- | ----------- | -------- | ------------ | -------------- | -------------- | -------------- | -------------- | ----- | ----------- | ------ | ------------ |
| Fousseni Diawara | 2                       | 0                       | 0                       | 0                       | 0        | 0           | 0        | 0            | 0              | 0              | 0              | 0              | 2     | 0           | 0      | 0            |
| Hérita Ilunga    | 1                       | 0                       | 0                       | 0                       | 4        | 0           | 0        | 0            | 2              | 0              | 0              | 0              | 7     | 0           | 0      | 0            |
| Siaka Tiéné      | 2                       | 0                       | 0                       | 0                       | 1        | 0           | 0        | 0            | 3              | 0              | 0              | 0              | 6     | 0           | 0      | 0            |
| Didier Zokora    | 0                       | 0                       | 0                       | 0                       | 8        | 0           | 3        | 0            | 4              | 0              | 1              | 1              | 12    | 0           | 4      | 1            |
| Pascal Feindouno | 1                       | 1                       | 0                       | 0                       | 4        | 4           | 0        | 0            | 0              | 0              | 0              | 0              | 5     | 5           | 0      | 0            |
| Alaeddine Yahia  | 1                       | 0                       | 0                       | 0                       | 1        | 0           | 0        | 0            | 3              | 0              | 0              | 0              | 5     | 0           | 0      | 0            |
| Frédéric Mendy   | 2                       | 0                       | 0                       | 0                       | 2        | 0           | 0        | 0            | 4              | 0              | 0              | 0              | 8     | 0           | 0      | 0            |
| Helder Postiga   | 0                       | 0                       | 0                       | 0                       | 3        | 0           | 0        | 0            | 1              | 0              | 0              | 0              | 4     | 0           | 0      | 0            |